# المرارة (وشحة)

تعديل مصدري - تعديل

المرارة هي إحدى قرى عزلة ضاعن بمديرية وشحة التابعة لمحافظة حجة، بلغ تعداد سكانها 231 نسمة حسب تعداد اليمن لعام 2004.